# Molophilus aditi
Molophilus aditi är en tvåvingeart som beskrevs av Alexander 1969. Molophilus aditi ingår i släktet Molophilus och familjen småharkrankar. Inga underarter finns listade i Catalogue of Life.